# Robert Battagliola
Robert Battagliola (* 14. Februar 1896 in Clichy; † 5. Mai 1935 in Guyancourt) war ein französischer Autorennfahrer.

## Karriere
Robert Battagliola war Teilnehmer des ersten 24-Stunden-Rennens von Le Mans. 1923 fuhr er einen Werks- S.A.R.A. ATS mit Partner Lucien Erb an die 30. Stelle der Gesamtwertung.

## Statistik

### Le-Mans-Ergebnisse
| Jahr | Team     | Fahrzeug     | Teamkollege | Platzierung | Ausfallgrund |
| ---- | -------- | ------------ | ----------- | ----------- | ------------ |
| 1923 | S.A.R.A. | S.A.R.A. ATS | Lucien Erb  | Rang 30     |              |